# Andy Pape
Andrew Maurice Pape, detto Andy (Hammersmith, 22 marzo 1962), è un ex calciatore inglese, di ruolo portiere.

## Carriera

### Giocatore
Dopo aver giocato nelle giovanili dei semiprofessionisti del Feltham nel 1979 passa al QPR, club della seconda divisione inglese, con cui all'età di 17 anni esordisce tra i professionisti, giocando una partita in questa categoria. Scende quindi in terza divisione ad un altro club londinese, il Charlton, che lascia a stagione in corso per andare a giocare 14 partite nella prima divisione danese (campionato che all'epoca seguiva un calendario basato sull'anno solare, differentemente da quello inglese) all'Ikast FS; torna all'Ikast nel 1982 dopo una parentesi nella seconda divisione inglese ai londinesi del Crystal Palace (che non lo schierano mai tra i pali in incontri di campionato): in questa seconda esperienza gioca altre 27 partite di campionato nella prima divisione danese, per poi giocare nella seconda metà della stagione 1982-1983 al Feltham, club in cui aveva iniziato la carriera a livello giovanile, militante in Isthmian League (sesta divisione inglese). Gioca in questo campionato (vincendolo) anche nella stagione 1983-1984 con l'Harrow Borough, continuando però a militarvi anche nella stagione 1984-1985 dal momento che il club rinuncia per motivi economici alla promozione in Alliance Premier League (quinta divisione e più alto livello calcistico inglese al di fuori della Football League). 
Nell'estate del 1985 passa all'Enfield, club militante per l'appunto in Alliance Premier League, che nella stagione 1985-1986 vince il campionato, non riuscendo comunque ad essere ammesso in quarta divisione, in quanto all'epoca non esisteva ancora un meccanismo di promozioni automatiche da e per i campionati della Football League. Dopo un quarto posto nella stagione 1986-1987 (la prima a prevedere una automatica promozione in quarta divisione), il club ottiene due piazzamenti a metà classifica nelle stagioni 1987-1988 (nella quale vince però un FA Trophy) e 1988-1989, e si piazza all'ultimo posto in classifica (retrocedendo in Isthmian League) nella stagione 1989-1990; Pape rimane nel club per tutte queste stagioni ed anche nella stagione 1990-1991, terminata la quale torna a giocare a livello professionistico accasandosi ai londinesi del Barnet, appena promossi per la prima volta nella loro storia in quarta divisione. Rimane nelle Bees per tre stagioni consecutive, le prime due in quarta divisione e la terza in terza divisione, per un totale di 40 partite giocate con il club; durante questo triennio trascorre anche due brevi periodi in prestito, vestendo nel 1992 la maglia del Woking e nel 1993 quella del Dag & Red (entrambi club della Greater London militanti nella quinta divisione inglese). Dal 1994 al 1998 gioca ininterrottamente in Isthmian League (sesta divisione) nuovamente all'Enfield, vincendo anche il campionato nella stagione 1994-1995 (ma non riuscendo ad ottenere la promozione in quinta divisione per motivi economici). Con 548 presenze (170 delle quali concluse senza subire reti) è inoltre diventato il giocatore dell'Enfield con più presenze in incontri ufficiali.
Vince la Isthmian League (per la terza volta in carriera) anche nella stagione 1998-1999, ma con il Sutton Utd; arriva poi vicino al medesimo risultato per tre volte di fila (ottenendo invece nell'ordine un secondo, un quarto ed un terzo posto) tra il 1999 ed il 2002 con l'Aldershot Town. Gioca poi sempre in Isthmian League ancora con l'Harrow Borough ed infine con il Sutton United (dove subisce 22 reti in 15 presenze in campionato, giocando in aggiunta anche una partita in FA Cup), per poi nel 2003 ritirarsi, all'età di 41 anni.

### Allenatore
Dal 2004 al 2006 ha lavorato come vice allenatore ai semiprofessionisti dell'Hendon.

## Palmarès

### Giocatore

#### Competizioni nazionali
- Isthmian League: 3

Harrow Borough: 1983-1984
Enfield: 1994-1995
Sutton United: 1998-1999
- Alliance Premier League: 1

Wealdstone: 1985-1986
- FA Trophy: 1

Enfield: 1987-1988

#### Competizioni regionali
- Middlesex Senior Cup: 1

Enfield: 1997-1998
- Hampshire Senior Cup: 2

Aldershot Town: 1999-2000, 2001-2002
- Surrey Senior Cup: 1

Sutton United: 2002-2003